# Bữa trưa thứ năm

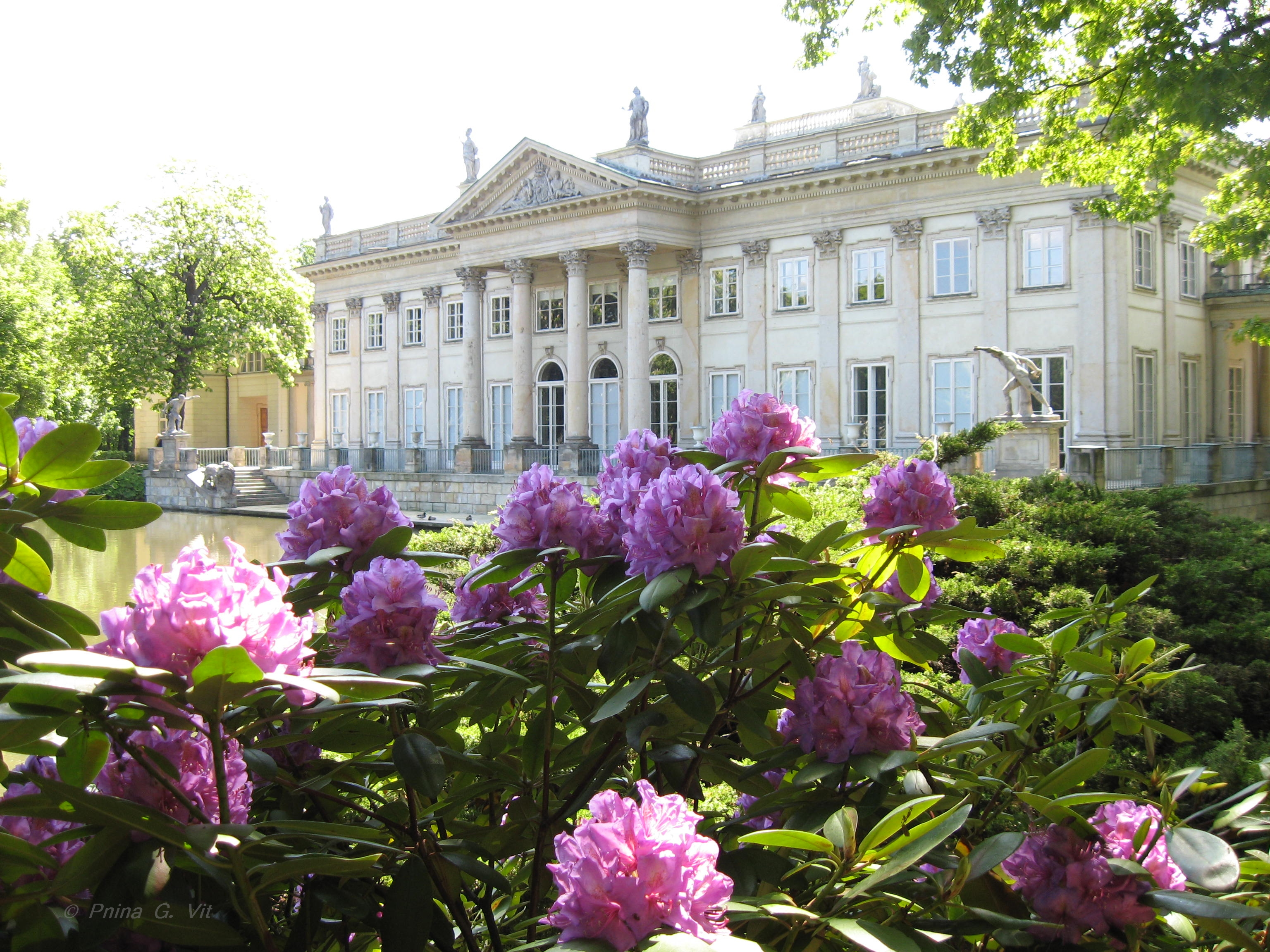
Cung điện nước tân cổ điển trong Công viên Hoàng gia, nơi tổ chức bữa trưa vào mùa hè

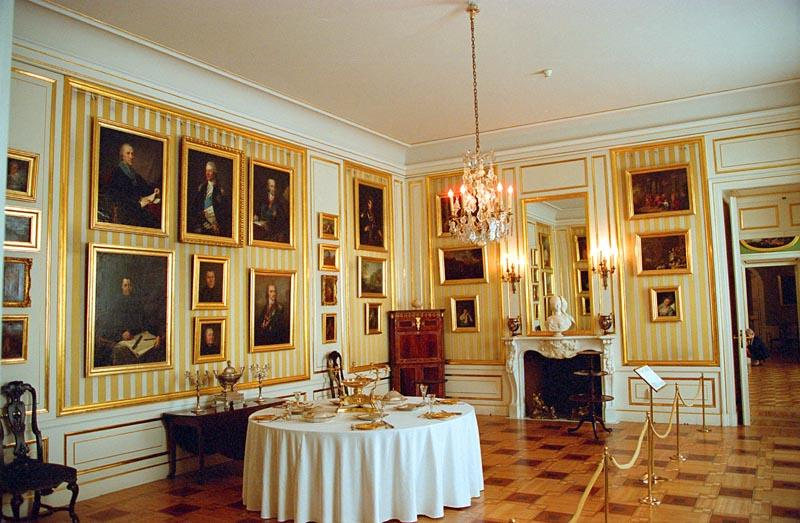
Phòng nơi các chức sắc sẽ dùng bữa và gặp gỡ với nhà vua

Bữa trưa thứ năm (tiếng Ba Lan: obiady czwartkowe) là những cuộc tụ họp của các nghệ sĩ, trí thức, kiến trúc sư, chính trị gia và chính khách do Quốc vương Ba Lan, Stanisław II tổ chức vào tháng 8 trong thời kỳ Khai sáng ở Ba Lan.

## Lịch sử
Stanisław II tháng 8, được gọi một cách trìu mến là Vua Stan (tiếng Ba Lan: Król Staś), là một người bảo trợ của nghệ thuật và học tập. Đó là trong triều đại của ông, Thời đại Khai sáng của Ba Lan bắt đầu vào những năm 1730 của thập niên 40, đạt đến đỉnh cao. Nó đã suy giảm khi Phân vùng thứ ba của Ba Lan diễn ra vào năm 1795. Trong Thời đại Khai sáng, Warsaw đã được hiện đại hóa và trở thành nơi gặp gỡ yêu thích của những người đáng chú ý trong thế giới nghệ thuật, kiến trúc và văn học cùng với các trí thức và chính khách khác. Nhà vua đã mời các nhân vật có ảnh hưởng của thời gian đến Bữa trưa Thứ Năm của mình. Ông thành lập Trường phái hào hiệp. Vào thời điểm đó, Warsaw đã thay thế Kraków trở thành thủ đô của Ba Lan.
Các bữa ăn trưa thường được tổ chức trong Lâu đài Hoàng gia vào mùa hè tại Cung điện Nước ở Warsaw, giữa năm 1770 và 1784. Trong các cuộc tụ họp, thường kéo dài ba giờ và gần giống với các salon của Pháp, Nhà vua và các vị khách của ông đã thảo luận về văn học, nghệ thuật và chính trị trong một bữa ăn nhẹ. Số lượng khách khác nhau trong những năm qua, với khoảng ba mươi nhà quản lý, bao gồm các chính trị gia, nhà văn, thư tịch, sĩ quan quân đội cấp bậc và triết gia. Khách lưu ý bao gồm:
- Ignacy Krasnoyi
- Franciszek Bohomolec
- Adam Naruszewicz
- Ignacy Potocki
- Stanisław Kostka Potocki
- Hugo Kołłątaj
- Jan Śniadecki và Jędrzej Śniadecki
- Stanisław Konarski
- Tomasz Adam Ostrowski
- Józef Szymanowski
- Andrzej Zamoyski.

Nhà vua cũng tổ chức bữa trưa thứ tư ít nổi tiếng hơn, Obiady rodowe. Trong khi những vị khách trong Bữa trưa Thứ Năm thường là các nhà văn, nhà thơ và nghệ sĩ, thì Bữa trưa Thứ Tư đã quy tụ các nhà giáo dục, nhà khoa học và nhà hoạt động chính trị.
Bữa trưa thứ năm đã sinh ra tạp chí văn học Ba Lan đầu tiên, Zabawy Przyjemne i Pożyteczne - "Diversions Pleasurable and Useful", xuất bản từ năm 1770 đến 1777.
Vào những năm 1990, Thị trưởng Warsaw, ông Paweł Piskorski tiếp thu truyền thống bằng cách tổ chức Bữa sáng thứ ba để nói về các vấn đề hiện tại với các doanh nhân và nhà hoạt động hàng đầu.

## Ẩm thực
Tầm quan trọng của bữa trưa không phải là thức ăn, mà chính là các cuộc trò chuyện và không có nhiều thực đơn được ghi lại sau này.